# Orienthella
Orienthella is een geslacht van weekdieren uit de klasse van de Gastropoda (slakken).

## Soorten
- Orienthella cooperi (Cockerell, 1901)
- Orienthella fogata (Millen & Hermosillo, 2007)
- Orienthella trilineata (O'Donoghue, 1921)